# Riostrense Esporte Clube
Riostrense Esporte Clube é uma agremiação esportiva da cidade de Rio das Ostras, no estado do Rio de Janeiro, fundada a 16 de março de 2006, através do espólio do Silva Jardim Futebol Clube, fundado a 22 de junho de 2006.

## História

### Silva Jardim Futebol Clube

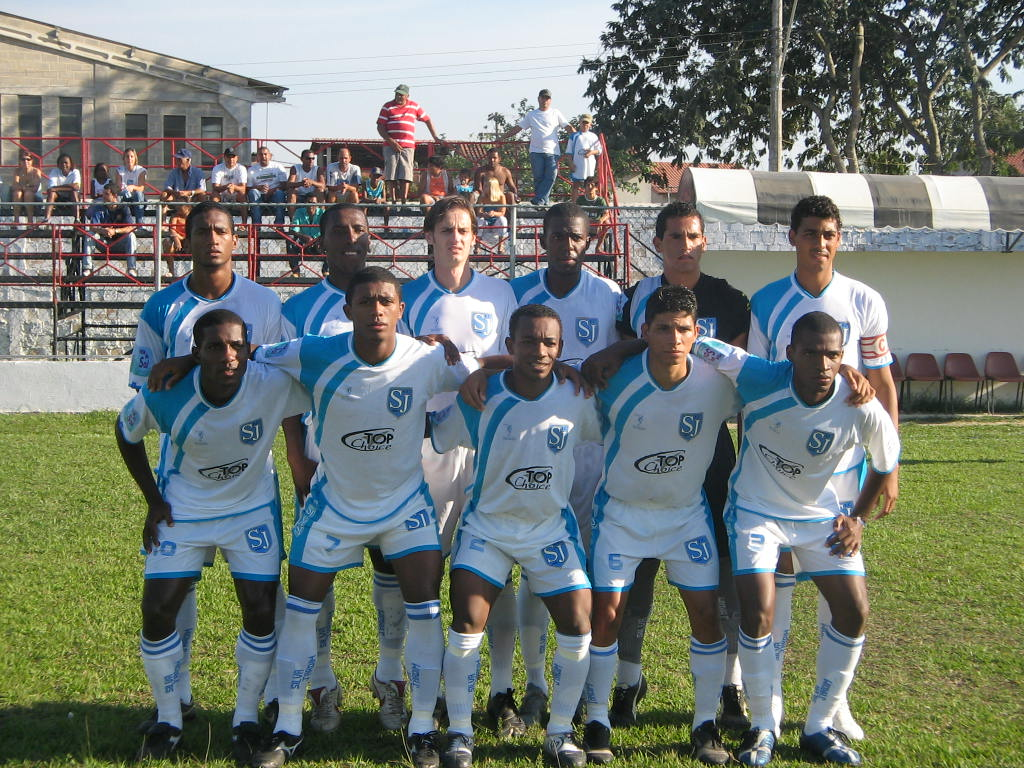
Equipe de profissionais do extinto Silva Jardim, em 2007

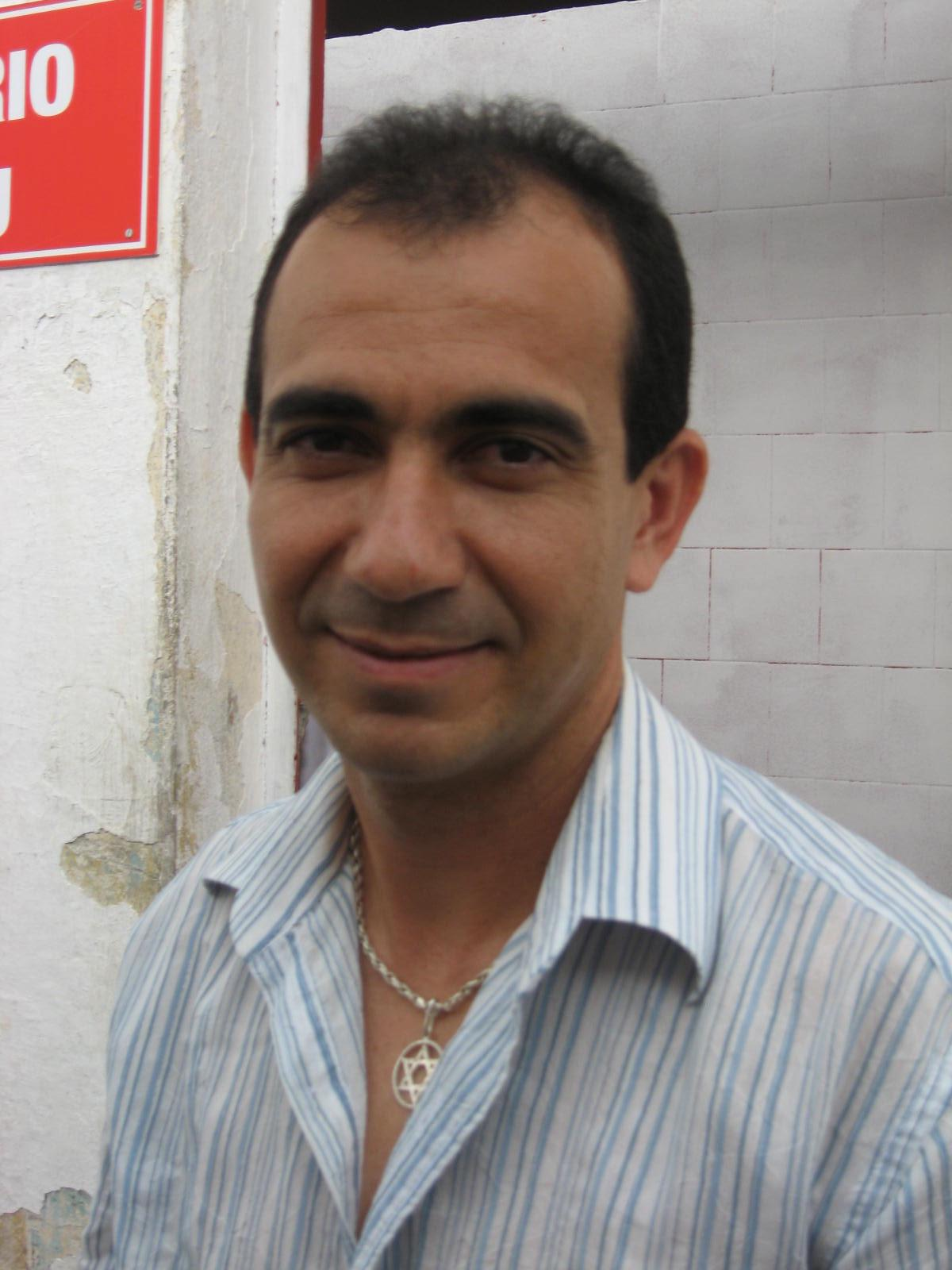
Édson Silva Martins, o Edinho, presidente do Silva Jardim

O Silva Jardim Futebol Clube foi fundado em 2006 e tinha sede na cidade de Silva Jardim.[carece de fontes?] As cores do clube eram azul e branco. Em seu primeiro ano como profissional, o clube foi vice-campeão da Terceira Divisão do Campeonato Carioca, sendo o campeão da competição o Cardoso Moreira.
Com o acesso, o clube disputou a Segunda Divisão em 2007, fazendo uma campanha irregular e terminando em décimo-oitavo lugar, entre vinte e cinco clubes. Nesse mesmo ano disputou pela primeira vez a Copa Rio, eliminando equipes mais tradicionais, como Cabofriense, CFZ do Rio e Portuguesa, mas terminando em nono entre vinte e cinco participantes.
Em 2008 o clube foi eliminado na segunda fase da Segunda Divisão, sendo esta a última competição disputada pelo clube, que se transferiu em 2009 para Rio das Ostras após o presidente do clube, Édson Silva Martins, conseguir apoio de empresários da cidade e do vereador Alcemir Jóia, que incentivou a mudança do clube e se tornou patrono da nova equipe.[carece de fontes?]
Apesar disso, a FFERJ demorou para reconhecer a  troca da razão social, o que fez com que a agremiação ainda fosse intitulada por muitas rodadas como Silva Jardim nos documentos oficiais da entidade, ainda que juridicamente já fosse outro clube, atuando em outra cidade, com outro uniforme, escudo e novas cores.[carece de fontes?]

### Riostrense Esporte Clube

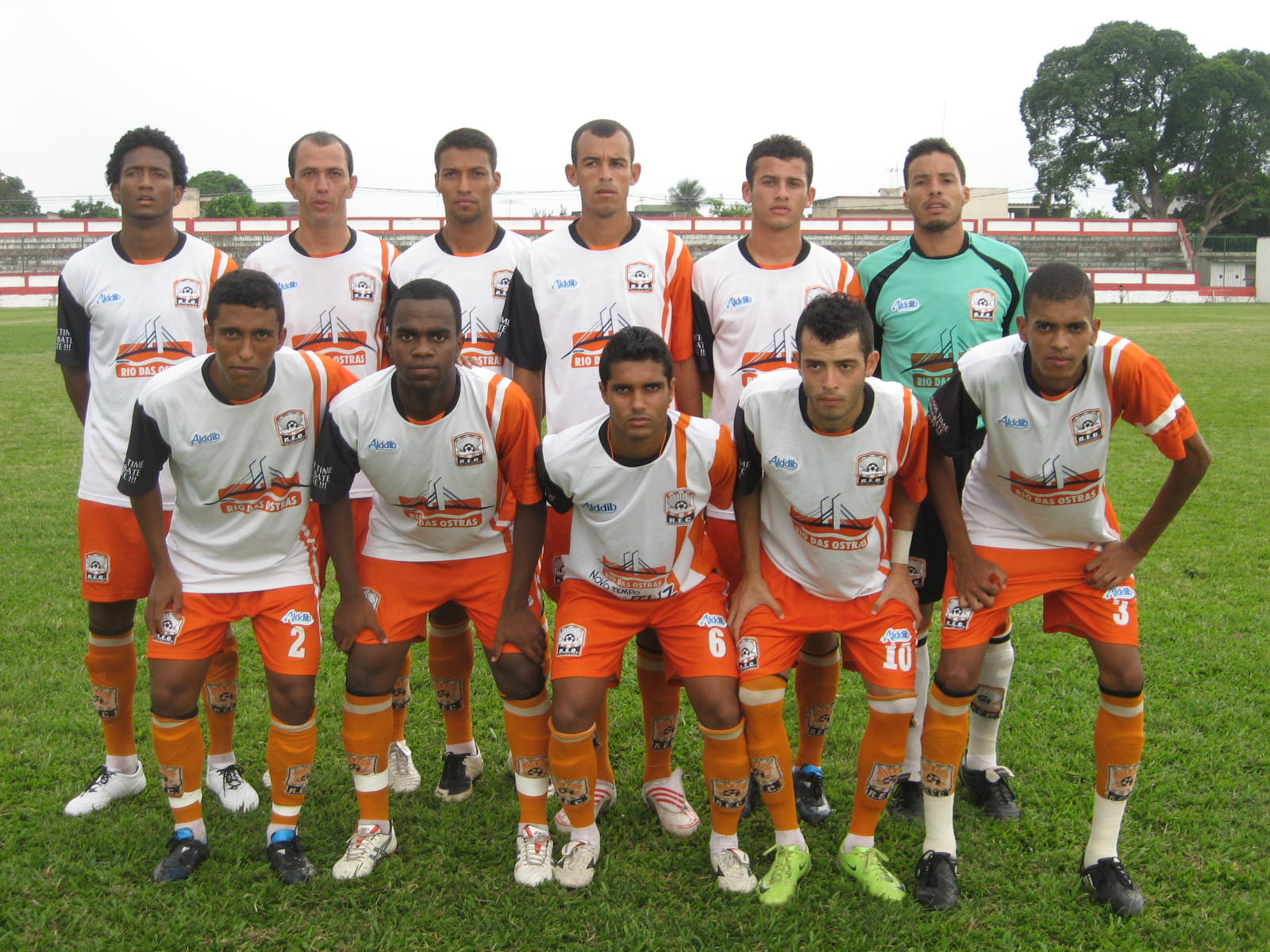
Equipe profissional do Riostrense em 2009

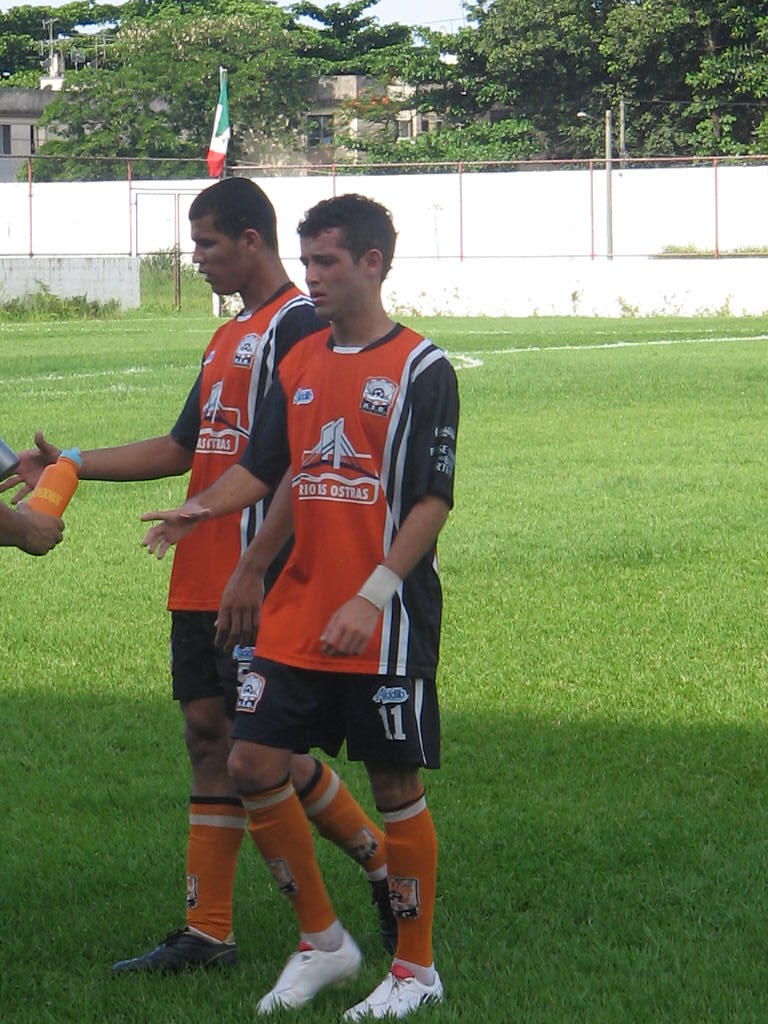
Atletas ostentando o uniforme do clube. Foto de Paulo Roberto Rodrigues

Em 2009, foi alardeado que a prefeitura local deixaria de bancar as despesas com o futebol do time. Portanto, os empresários levariam o departamento de futebol para Rio das Ostras, formando uma nova agremiação, o Riostrense Esporte Clube, das cores laranja e branco, que passaria a representar o Silva Jardim no Campeonato Estadual da Segunda Divisão. Sem o patrocínio da iniciativa privada na cidade e sem o apoio do poder público, a permanência em Silva Jardim estaria impossível. A ida para Rio das Ostras teria sido acertada com políticos e empresários locais, o que garantiria apoio logístico e principalmente financeiro. O fato aumentou a resistência de parte dos cidadãos de Rio das Ostras, que enxergavam como forasteiros os novos desportistas que aportavam no município. E, com o passar das rodadas, ganhavam força os boatos de que a cúpula do clube não chegava a um acordo financeiro com os investidores, o que gerou boatos que o Tricolor desistiria da disputa antes mesmo do início da segunda fase por falta de caixa.
A partir do boletim oficial 7743 de 7 de agosto de 2009, o clube obteve permissão jurídica da FFERJ para mudar a sua nomenclatura para Riostrense Esporte Clube e utilizar um novo uniforme e logotipo.

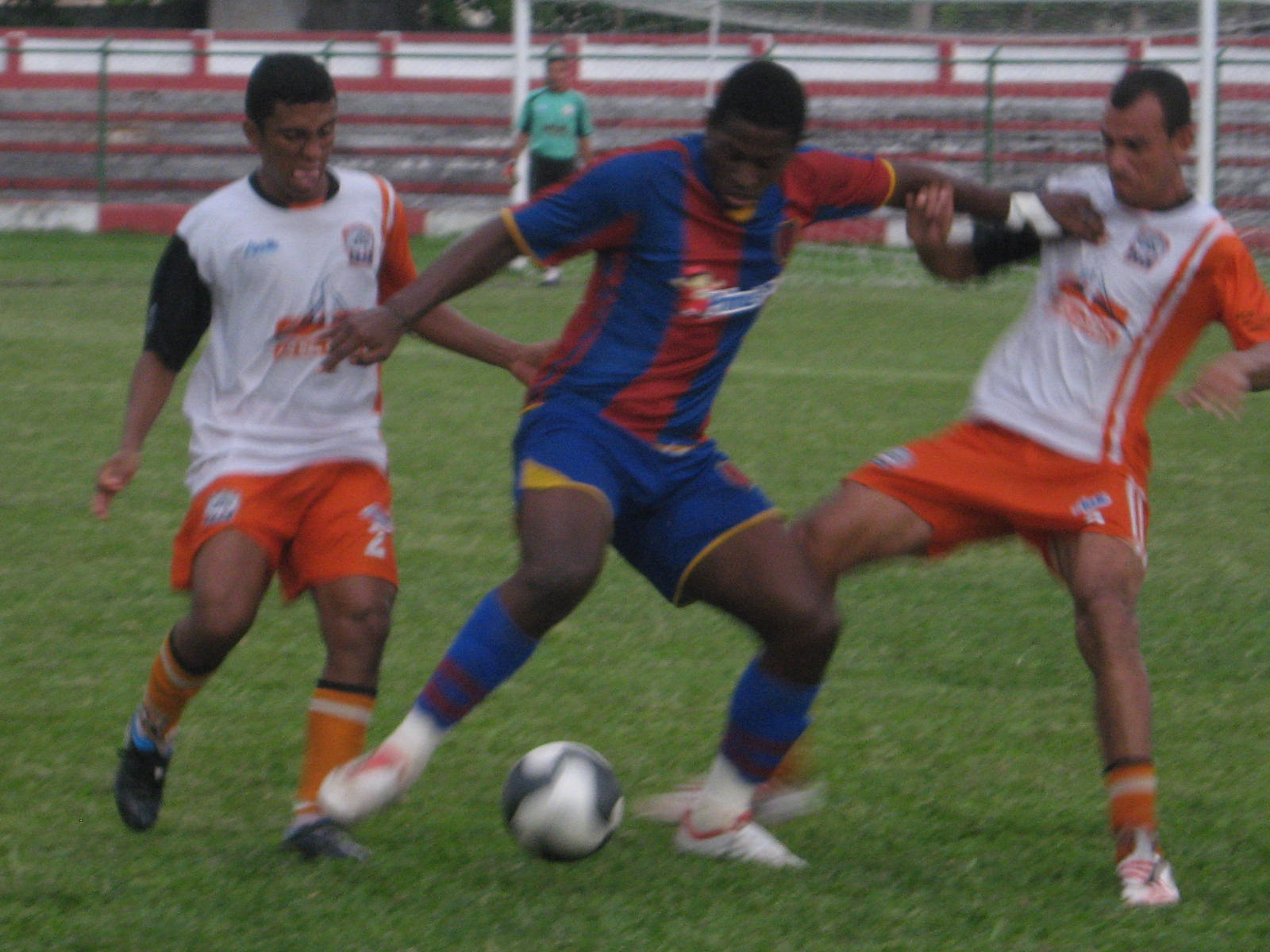
Duelo em novembro de 2009 entre Riostrense e Bonsucesso, em Moça Bonita

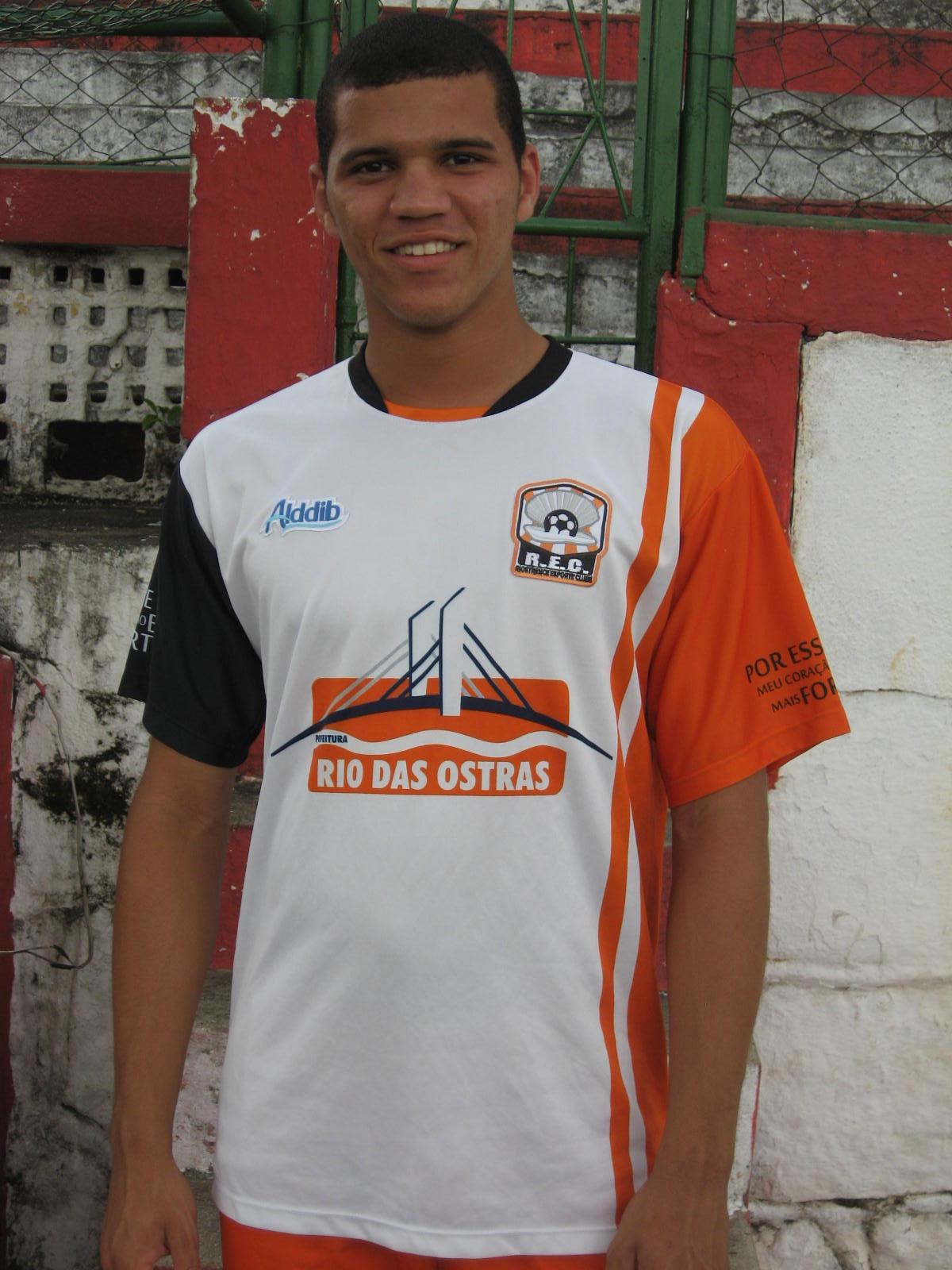
Atleta do Riostrense em 2009

Um triste fato, contudo, pode abreviar a existência da agremiação no profissionalismo. O Riostrense abandonou o campo do Estádio Municipal Julieta Carvalho Viana, em Rio das Ostras, no sábado 24 de outubro de 2009, quando enfrentava o Olaria Atlético Clube, em duelo válido pela nona rodada do turno da segunda fase do Campeonato Estadual da Série B. O abandono aconteceu após a marcação de um questionável pênalti para o time carioca quando a partida estava empatada em 0 a 0. Agora, de acordo com a FFERJ, o caso está entregue ao Tribunal de Justiça Desportiva. Dessa forma, o clube estará sujeito a uma pena entre cinquenta a quinhentos mil reais, a exclusão do próximo campeonato e até mesmo ao rebaixamento à Série C, além da suspensão dos envolvidos.
Em campo, o Riostrense foi uma das surpresas da etapa preliminar, com uma campanha muito forte em casa. Foram cinco vitórias, dois empates e apenas uma derrota no Estádio Municipal Julieta Carvalho Viana. Ao todo foram 28 pontos, que classificaram o Tricolor na terceira posição do grupo A, atrás apenas de América Football Club e Quissamã Futebol Clube.
No entanto, na segunda fase o time desandou e passou a colecionar tropeços, até mesmo em seus domínios. Com seis derrotas, dois empates, apenas uma vitória e muitas reclamações contra arbitragem, encerrou o primeiro turno na última posição. Felizmente a direção optou em continuar na disputa do campeonato, declinando da decisão de desistir, além do desejo continuar em 2010. Contudo, o Tribunal de Justiça Desportiva puniu a agremiação de Rio das Ostras excluindo-a por um ano do campeonato, além do pagamento de uma multa pelo abandono ocorrido na partida contra o Olaria Atlético Clube.
A equipe profissional manda os seus jogos no Estádio Municipal Julieta Carvalho Viana,  em Rio das Ostras. Seu presidente é Edson Silva Martins, o Edinho, ex-atacante do Fluminense. As cores do clube são laranja, amarelo, preto e branco.
Em 2013, o time volta com nova roupagem e escudo na Série C do Campeonato Estadual.
Em 2017, voltou promovendo uma malfadada parceria com o Recreio dos Bandeirantes Para Disputar O Campeonato Carioca de Futebol - Série C 2017.
O novo Presidente Executivo Glauco Carvalho assume o Riostrense Esporte Clube após a malfadada parceria com o Recreio dos Bandeirantes F.C. com a responsabilidade de resgatar a credibilidade do mesmo e levar a elite do Futebol do Estado do Rio de Janeiro.
Em 2023 o Riostrense voltou para a disputa da Série C onde terminou em penúltimo lugar em seu grupo.

## Títulos
- 2006 - Vice-Campeão da Terceira Divisão (como Silva Jardim FC);

## Fonte
- VIANA, Eduardo. Implantação do futebol Profissional no Estado do Rio de Janeiro. Rio de Janeiro: Editora Cátedra, s/d.